# Fegyveres futás
A fegyveres futás (Ὁπλιτόδρομος, azaz hoplitodromosz, vagy Ὁπλιτοδρομία azaz hoplitodromia, „hopliták versenye”) az ókori pánhellén játékok egyik versenyszáma. Az olümpiai játékokon i. e. 520-ban vezették be, a 65. játékokon, pedig az egyik legősibb görög sportág, a katonai kiképzés része volt. I. e. 512-ben már triasztészt avattak a pellénéi Phanasz személyében, aki egymás után megnyerte a stadionfutást, a kettős stadionfutást és a fegyveres futást is. I. e. 164 és i. e. 152 között Leónidasz ezt a teljesítményt négyszer ismételte meg egymás után.
A fegyveres futást a kettős stadionfutás távján rendezték, azaz Olümpiában 384,54 méteren, általában 350–400 méter között. Ettől csak a nemeai játékok volt eltérő, ahol nem két, hanem négy sztadion volt a táv, azaz 800 méter. A szabályok általában a kettős stadionfutáshoz hasonlóak. A fordulókat a καμπτήρ (kamptér) jelölte, amely kapaszkodót is biztosított, segítve ezzel a szűk fordulást. Valójában a versenyeken nem fegyverekkel futottak, hanem csak sisakot, testpáncélt és aszpiszt vittek magukkal, ami körülbelül 25 kg-os terhelést jelentett. I. e. 450-től a páncélt elhagyták. A részletes szabályai nem ismertek, de a hoplitodromosz versenyzőket mezítelenül, sisakkal és pajzzsal ábrázolták. Ettől függetlenül elképzelhető valamilyen ruházat viselése, mivel a meztelenség fakadhat a görög ábrázolási hagyományokból is.
Egyes elméletek szerint a fegyveres futás bevezetése a perzsa fenyegetés miatt történt – Kambúdzsija trónra lépése eléggé egybeesik ezzel –, ami i. e. 500-tól i. e. 449-ig tartó folytonos katonai konfliktusokba torkollott (ión felkelés, görög–perzsa háborúk). A távot eszerint azért választották volna éppen két sztadionnak, mert a perzsa íjászok hatótávolsága körülbelül ennyi volt. Emellett a rohamozó hoplita gyalogság manővereit is segítette a fegyveres futásra edzés, amelynek egyik jól érzékelhető eredménye a marathóni csata volt.